# Strathmore (Schiff)
Die Strathmore war ein 1935 in Dienst gestelltes Passagierschiff der britischen Reederei Peninsular and Oriental Steam Navigation Company (P&O), das für den Passagier- und Postverkehr von Großbritannien nach Australien gebaut wurde. Im Zweiten Weltkrieg diente das Schiff als alliierter Truppentransporter. 1963 wurde die Strathmore an griechische Eigner verkauft und 1969 in Italien abgewrackt.

## Frühe Jahre

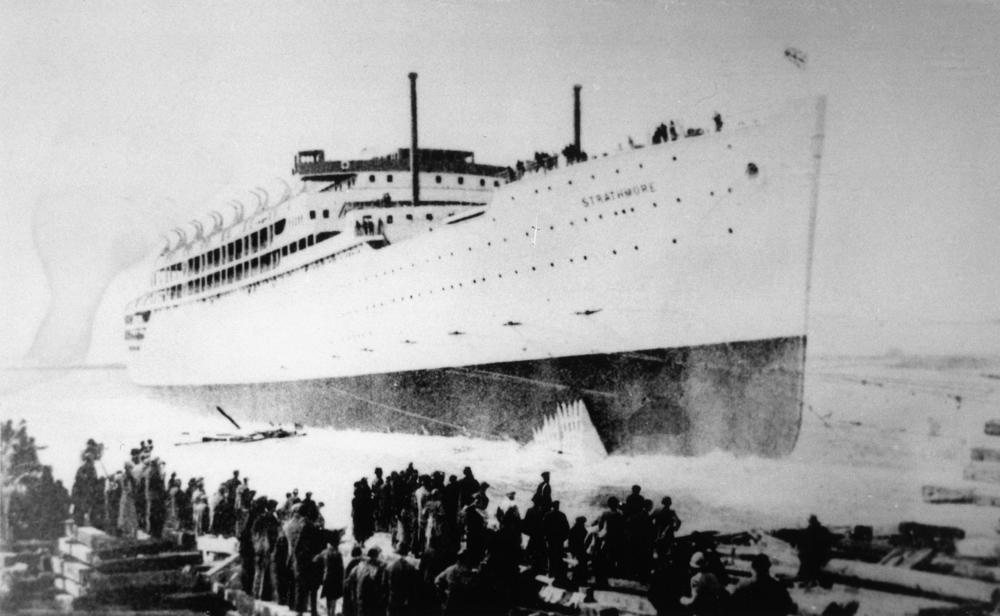
Der P&O-Liner Strathmore läuft vom Stapel.

Die 23.580 BRT große Strathmore wurde 1934 geordert und war das dritte von fünf Schwesterschiffen, die P&O im Verlauf der 1930er Jahre in Dienst stellte und wegen ihres weißen Rumpfanstrichs The White Sisters (dt.: „Die weißen Schwestern“) genannt wurden. Die anderen waren die Strathnaver (1931), die Strathaird (1932), die Stratheden (1937) und die Strathallan (1938). Sie waren die bis dahin größten Schiffe in der Geschichte der P&O und wurden erst nach dem Zweiten Weltkrieg von noch größeren Schiffen übertroffen.
Die 195,16 Meter lange und 25,08 Meter breite Strathmore hatte einen Schornstein, zwei Masten und zwei Propeller. Die Höchstgeschwindigkeit lag bei 20 Knoten. Im Gegensatz zu den ersten beiden Schiffen der Strath-Klasse wurde die Strathmore nicht von turboelektrischen Dampfturbinen, sondern von konventionellen Dampfturbinen angetrieben, die eine Leistung von 24.000 Wellen-PS erbrachten. Es konnten 525 Passagiere in der Ersten Klasse und 500 Passagiere in der Touristenklasse untergebracht werden. Sie galt als Äquivalent zur RMS Orion der Orient Line, die im selben Jahr in Dienst gestellt wurde.
Die Strathmore lief am 4. April 1935 vom Stapel und wurde von Elizabeth Bowes-Lyon, Duchess of York getauft. Der Name des Schiffs bezog sich auf den Adelstitel ihres Vaters Claude Bowes-Lyon, Earl of Strathmore. Am 15. September 1935 absolvierte das Schiff erfolgreich seine Probefahrten und am 18. September 1935 wurde es seinen Eignern übergeben. Am 27. September wurde eine Erprobungsfahrt nach Dakar, Cádiz und Lissabon unternommen. Am 26. Oktober 1935 legte die Strathmore in London zu ihrer Jungfernfahrt nach Bombay ab. Im November 1935 lief sie zu ihrer ersten regulären Linienfahrt von England nach Australien aus.

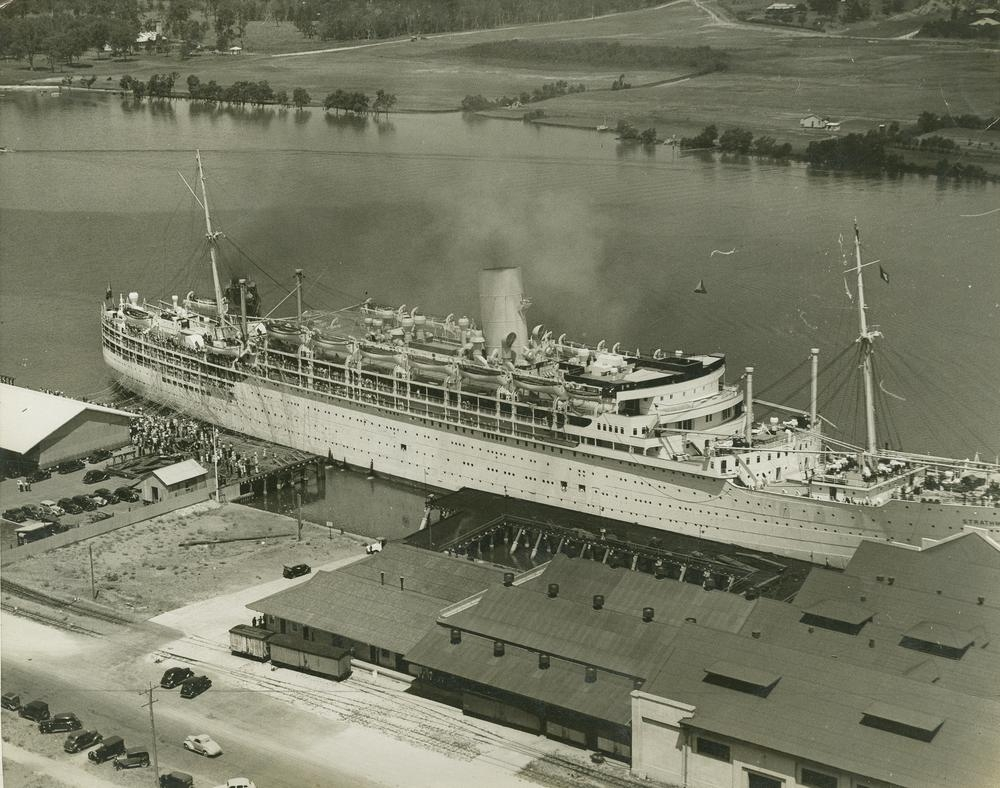
An der Hamilton Wharf, Brisbane, Australien (Mai 1939).

Im Februar 1936 lag sie wegen eines Maschinenschadens drei Tage in Gibraltar. Bei ihrer Abfahrt in London nach Bombay am 28. März 1936 hatte sie den Marquess of Linlithgow, den neuen Vizekönig von Indien, an Bord. Auf der Rückreise brachte sie seinen Vorgänger, den Earl of Willingdon, zurück nach Großbritannien. Am 8. September 1936 fand sich das Schiff vor Lissabon in der Schusslinie zwischen zwei portugiesischen Kriegsschiffen, deren Besatzungen meuterten, und bewaffneten Loyalisten am Ufer. Der Landgang für die Passagiere wurde aus Sicherheitsgründen abgesagt. Am 22. April 1937 wurde der Bug des Schiffs beschädigt, als die Strathmore beim Anlegen im Hafen von Bombay gegen das Ballard Pier prallte. Sie musste im Trockendock repariert werde.

## Kriegseinsatz
Am 31. März 1940 wurde de Strathmore vom Ministry of Shipping (dem späteren Ministry of War Transport) für den Dienst als Truppentransporter eingezogen. Während ihres Kriegseinsatzes kam es zu keinen größeren Zwischenfällen. Am 15. Mai 1948 wurde sie wieder P&O übergeben und 1948–49 bei Vickers-Armstrong umfassend instand gesetzt.

## Späte Jahre
Am 28. Oktober 1949 lief die Strathmore zu ihrer ersten zivilen Fahrt nach Kriegsende von London nach Bombay und Sydney aus. Im Juli 1950 war sie das erste P&O-Schiff, das nach dem Krieg in Marseille Halt machte. Im Oktober 1956 stieß sie vor Gravesend mit dem norwegischen Schiff Baalbek zusammen. 1961 wurde die Strathmore in ein Einklassenschiff mit Unterbringungen für 1250 Reisende umgewandelt. Der Anlaufhafen Bombay wurde gestrichen. Zu diesem Zeitpunkt machte sich jedoch bereits das Alter des Schiffs bemerkbar. Am 22. Oktober 1963 wurde bekannt gegeben, dass die Strathmore außer Dienst gestellt wird. Am 27. Oktober 1963 lief sie am Ende ihrer letzten Australienfahrt zum letzten Mal in Southampton ein.
Am 8. November 1963 wurde sie zusammen mit der Stratheden an den griechischen Schiffsmagnaten John S. Latsis (1910–2003) aus Piräus verkauft und in Marianna Latsi umbenannt. Sie wurde nun im Pilgerverkehr von Karatschi nach Mekka und auch als Hotelschiff in Dschidda genutzt. 1966 wurde der Name in Henrietta Latsi geändert. Am 18. April 1967 wurde sie in der Bucht von Eleusis aufgelegt. Das ehemalige P&O-Schiff wurde an Terrestre Marittima S.p.A in Italien zum Abbruch verkauft und traf am 27. Mai 1969 im italienischen La Spezia ein, wo es kurz darauf abgewrackt wurde.